# On Chesil Beach
On Chesil Beach (En la playa de Chesil, en España) es una película británica de drama dirigida por Dominic Cooke (en su debut como director) y escrita por Ian McEwan, quien adaptó su propia novela homónima de 2007 nominada al Premio Booker. Es protagonizada por Saoirse Ronan y Billy Howle y cuenta la historia de los recién casados vírgenes, Florence y Edward, y su primer intento desastroso de tener relaciones sexuales. La experiencia inicial y sus diferentes respuestas al fracaso tienen consecuencias de por vida para ambos. 
La película tuvo su estreno mundial en la sección de Presentaciones Especiales en el Festival Internacional de Cine de Toronto el 7 de septiembre de 2017 y se estrenó en los Estados Unidos y el Reino Unido en mayo de 2018.

## Reparto
- Saoirse Ronan como Florence Ponting.
- Billy Howle como Edward Mayhew.
- Emily Watson como Violet Ponting.
- Anne-Marie Duff como Marjorie Mayhew.
- Samuel West como Geoffrey Ponting.
- Adrian Scarborough como Lionel Mayhew.
- Bebe Cave como Ruth Ponting.
- Anton Lesser como el Reverendo Woollett.
- Mark Donald como Charles Morrell.
- Bronte Carmichael como Chloe.
- Tamara Lawrance como Molly.
- Anna Burgess como Anne Mayhew.
- Mia Burgess como Harriet Mayhew.

## Producción

### Desarrollo
En 2010, Sam Mendes había firmado para dirigir la película con Focus Features desarrollándola. Carey Mulligan estaba en conversaciones para interpretar a Florence Ponting. El estreno se retrasó cuando la película de Mendes Skyfall entró en producción y Focus Features se retiró de la producción. En 2011, la película volvió a la preproducción, esta vez con la dirección de Mike Newell y la producción de Sam Mendes a través de Neal Street Productions con StudioCanal y BBC Films. Más tarde, la producción cesó después de que la preproducción terminara y los productores se retiraran.
En febrero de 2016, se anunció que Saoirse Ronan interpretaría a Florence Ponting. Elizabeth Karlsen y Stephen Woolley produjeron la película a través de Number 9 Films. En mayo de 2016, durante el Festival de Cannes, se anunció que BBC Films coproduciría la película. En agosto de 2016, Billy Howle se unió al elenco como el protagonista masculino. En octubre de 2016, se anunció que el nuevo equipo de televisión y cine de Thorsten Schumacher, Rocket Science, se había unido para completar las ventas internacionales.

### Rodaje
La fotografía principal comenzó el 17 de octubre de 2016, en Chesil Beach, Dorset, Inglaterra. Otros lugares de rodaje incluyeron Londres, Oxford y Pinewood Studios en Inglaterra. 

## Estreno
Lionsgate adquirió los derechos de distribución para el Reino Unido en octubre de 2016. On Chesil Beach tuvo su estreno mundial en el Festival Internacional de Cine de Toronto el 7 de septiembre de 2017. Bleecker Street adquirió los derechos de distribución en Estados Unidos en octubre de 2017.
On Chesil Beach fue estrenada en el Reino Unido el 18 de mayo de 2018. Originalmente programada para estrenarse en Estados Unidos el 15 de junio e 2018, la fecha se adelantó hasta el 18 de mayo de 2018.